# ADempiere
ADempiere ADempiere /ˌɑːdɛmˈpjɛreɪ/ (en italiano significa "lograr o alcanzar") es un sistema profesional ERP de código libre,  para empresas de tamaño pequeño y mediano. 
Está soportado por una comunidad de desarrolladores de todo el mundo y respaldado por la fundación ADempiere eV con sede en Berlín, Alemania.

## Generalidades
ADempiere está desarrollado en Java (lenguaje de programación) versión 8 y utiliza Apache Tomcat o JBoss (deprecado) como servidor de aplicaciones.
Soporta las bases de datos PostgreSQL en versión 12 y  Oracle en versión 18.3.
ADempiere hereda el Diccionario de Datos del Proyecto Compiere™. 
Esta arquitectura extiende a la aplicación el Diccionario de Datos, como también el manejo de las entidades, reglas de validación y el despliegue que pueden ser controlados desde la misma aplicación. Esto significa que la personalización del sistema puede ser realizado en gran parte sin la generación de nuevo código.
Un motor de flujo de trabajo basado en estándar de la industria es utilizado para la gestión de flujos. Estas características permiten una rápida implementación del sistema de acuerdo a las necesidades de la empresa.

## Licenciamiento
ADempiere hereda el licenciamiento de Compiere™, por lo que está distribuido bajo GNU General Public License V2.

## Funcionalidad de negocios de ADempiere
ADempiere cubre las siguientes áreas de negocio:
- Administración Planeación de Recursos (ERP)
- Administración de la Cadena de Suministro (SCM)
- Administración de la Relación con los Clientes (CRM)
- Análisis del Desempeño Financiero
- Solución Integrada de Punto de Venta (TPV - POS)
- Tienda en línea Integrada
- Planificación de los requerimientos de material
- Gestión de Proyectos
- Gestión de Recursos Humanos y Nómina
- Gestión de Transporte
- Gestión de Activos
- Gestión de Asistencia
- Gestión de Préstamos e Inversiones
- Sistema de gestión de almacenes (WMS)

## Arquitectura
ADempiere heredó el diccionario de aplicación del proyecto Compiere™. 
Esta arquitectura facilita la extensión del concepto de Diccionario de Datos dentro de la aplicación, lo cual a su vez, hace posible la administración de entidades, reglas de validación, como así también que el formato de pantalla y la lógica de despliegue sean controlados dentro de la misma aplicación. 
Se utiliza una máquina de flujos de trabajo (Workflow Engine) basada en los estándares WFMC y OMG para proveer de la administración de procesos de negocios. Estas características permiten una rápida modificación de la aplicación a medida que las necesidades de un negocio van evolucionando.

ADempiere está desarrollado con una arquitectura dirigida por modelos(Model Driven Architecture), siendo un marco de implementación y mantenimiento diseñado con la intención de seguir cambios en la evolución de un negocio. En cualquier momento, los clientes pueden cambiar la estructura de la información, para adaptarse a nuevas necesidades de información. 
ADempiere ofrece varias vistas de información de negocios basados en el detalle de las transacciones reales. Esta estructura permite la flexibilidad y la integración de información externa suplementaria. Y ya que la información se presenta como vistas (usando la arquitectura de MVC ADempiere), que se puede cambiar para satisfacer las necesidades de la empresa. 
ADempiere está enteramente basado en el concepto del Diccionario de datos Activo (Active Data Dictionary (ADD) en inglés). El Diccionario de datos de ADempiere contiene las definiciones de una entidad de datos (tipo, validación, etc.), la forma con la que se visualiza (etiqueta en las pantallas e informes, ayuda, mostrando la secuencia y posición en relación con otros campos), y las reglas de visualización. También contiene normas de seguridad y acceso.

## Historia
Jorg Janke, arquitecto de la empresa ADV/ORGa, hacia el año 1988 asesoraba a la empresa SAP sobre cuál debiera ser la arquitectura de su versión R/3 para ser un ERP multidimensional (multi empresa, multi moneda multi lenguaje, etc.), extensible y fácil de configurar. SAP decide ir por un rumbo diferente agregando simplemente capas de funcionalidad a su producto R/2.
Jorg Janke, después de ser arquitecto sénior de Oracle, escribe un primer prototipo de la aplicación con la visión de como implementar el nuevo paradigma de programas de gestión. En el año 2000 consigue financiamiento de Goodyear en Alemania y escribe la primera versión de su producto.
En el año 2000, Jorg Janke abre la empresa Compiere Inc. para darle soporte y vida a su nuevo producto llamado también Compiere, palabra italiana que significa "completar".
En un giro que va a significar un hito en la historia de los ERP libres, Jorg Janke decide liberar su producto Compiere™ bajo una modalidad de la licencia libre GPL 2 con el fin de que el ERP sea ofrecido rápidamente alrededor del mundo. El modelo de Compiere Inc. se centra en apoyar a implementadores de Compiere ("Partners") mediante servicios de soporte y de valor agregado.
Compiere™ es ofrecido para cualquier plataforma gracias a ser una aplicación 100% java y con Oracle como base de datos.
En el año 2006, ante el crecimiento y éxito del ERP Compiere, Compiere Inc. Logra financiamiento de inversionistas de riesgo, mueve sus oficinas al "Silicon Valley" y decide, presionada por el nuevo directorio de Compiere Inc. -que incluye representantes de los nuevos inversionistas- un nuevo mapa de desarrollo "Road Map" el cual incluye nuevos desarrollos que ya no serían licenciados bajo una licencia libre sino una licencia privativa. 
Esta definición de volver parcialmente propietario el ERP Compiere genera una reacción de sus implementadores asociados quienes en varias comunicaciones le piden a Jorg Janke que reconsidere esta definición pero esto no es posible porque ha sido una condición impuesta por los nuevos inversionistas.
Víctor Pérez citando a Bernardo de Chartres, "...somos como enanos a los hombros de gigantes. Podemos ver más, y más lejos que ellos, no porque la agudeza de nuestra vista ni por la altura de nuestro cuerpo, sino porque somos levantados por su gran altura...." envía el correo electrónico que dio lugar a la comunidad ADempiere.
"Mi nombre es Víctor Pérez. La razón de este correo electrónico y adjunto es compartir mi sueño con ustedes e invitarlos a ser parte de él.  Mi sueño es crear un sistema ERP, CRM, SCM propiedad de la comunidad , un sistema que mejora día a día".
Así en septiembre de 2006, el grupo de implementadores anuncia que bifurcará a partir de Compiere un nuevo producto, totalmente libre, distribuido bajo la licencia GPL, que garantiza que jamás podrá convertirse en un producto propietario y siempre permanecerá libre. El nuevo producto se le bautiza con el nombre de ADempiere, palabra italiana que significa "Lograr" o "Alcanzar" y se define, en la mejor tradición de otros proyectos de software libre, que su liderazgo y administración quedara en manos de la comunidad y de sus representantes en la Fundación ADempiere eV en Alemania.

## Proyecto y Gobierno
Fundación ADempiere
ADempiere a diferencia de varios otros sistemas ERP de código abierto, está administrado por su comunidad y por la Fundación ADempiere con sede en Berlín , Alemania (ADempiere eV). No depende de una empresa privada o de personas físicas.        
Para garantizar la independencia de intereses de sus órganos y miembros, ADempiere Foundation eV , tiene como objetivos: 
- Desarrollar y dar soporte a conferencia, reuniones y actividades de la comunidad. 
- Darle soporte y recursos al proyecto ADempiere
- Organizar a la comunidad 
- Gestionar y custodiar los activos y marcas de ADempiere     

Esto asegura una administración democrática y protegida de cualquier intento de cualquier persona de adueñarse del proyecto o de sus activos. 
Miembros del Comité de Administración 2016-2018
Michael McKay Presidente, Canadá
Michael Judd, Vicepresidente, Inglaterra
Susanne Calderon, Tesorero, Alemania
Mario Calderon,Director, Salvador
Victor Pérez, Director, México

Comunidad
El protagonismo y administración de ADempiere está en manos de su comunidad.
Esta comunidad se reúne utilizando la plataforma Gitter.
El repositorio de código y versiones está en la plataforma Github.